# 奇塔特彻尔贝
奇塔特彻尔贝（？—1664年），哈尔图特氏，清朝初年蒙古族将领。
奇塔特彻尔贝开始是察哈尔部宰桑。后金天聪八年（1634年），林丹汗败亡后，率领四百户退守哈屯河。十一月，被后金使者招降，率众至西拉木伦河，归顺后金，隶属于蒙古正蓝旗。皇太极将林丹汗的郭尔土门福晋（高尔土门福晋）嫁给他。崇德元年（1636年）授世职三等昂邦章京。崇德三年（1638年）随军攻打明朝，攻略山东。次年回军，以援救所部牛录额真珠额文迟到，致使珠额文战死，罚马。崇德六年（1641年）从军围攻锦州，击败洪承畴所率明军，又与阿尔沙湖击败来劫炮的明兵及洪承畴所率步兵，以功进世职二等昂邦章京。顺治初年，随军入关，攻打大顺军李自成，至庆都。顺治三年（1646年），跟随豫亲王多铎北讨苏尼特部腾机思，还至鄂特克山。再攻土谢图汗、车臣汗援军，以功进升为一等昂邦章京。